# Tarifa, Španija
Tarifa je majhno mestece v provinci Cádiz v Andaluziji na južni obali Španije. Mesto se nahaja na Costa de la Luz ("obala luči") in se čez Gibraltarsko ožino spogleduje z Marokom.
Ob natanko 36 stopinjah zemljepisne širine je Punta de Tarifa najjužnejša točka evropske celine, ki se nahaja južno od afriških prestolnic Tunisa in Alžira.
Občina ima več naselij, ki so ekonomsko odvisne od Tarife: Tahivilla, Facinas in Bolonia.

## Zgodovina
Kot vse severno od Gibraltarske ožine, je tudi Tarifa bogata s skalnimi poslikavami, ki pričajo o prisotnosti kulture paleolitika. Obstoječi niz jam in zavetišč od Tarifa do Medina-Sidonia ustrezajo zelo širokemu časovnemu razponu in segajo od zgornjega paleolitika do bronaste dobe in je bila imenovana  Arte sureño. Tarifa ima približno šestdeset takih zavetišč, tudi najstarejših v regiji. Skalne poslikave iz paleolitika v jami Moro kažejo podobe konjev in druge like divjih živali.
Nekoč je bilo mesto Tarifa rimska naselbina Iulia Transducta (znana tudi kot Iulia Joza, ali samo Transducta). Nekateri sedaj mislijo, da je bilo to naselje tam, kjer je sedaj Algeciras, medtem ko naj bi bilo Tarifa mesto Mellaria.  Tarifa je dobila svoje sedanje ime po napadu Tarif ibn Malika leta 710, ki je bil berberski vojaški poveljnik Musa bin Nusairja. Vas Bolonia blizu Tarifa je bila tudi naseljena v rimskih časih (imenovana Baelo Claudia). Rimske ruševine še vedno obstajajo v bližini te vasi.
Po islamski osvojitvi južne Španije, je bilo mesto v začetku 10. stoletja utrjeno. Kasneje je Tarifa spadala pod državico (taifa) Algeciras (1031) in po tem taifa Seviljo (1057), nato pod Almoravide. Po slednjem spet na kratko pod drugim taifa Algeciras (1231), dokler ni postalo del Emirata Granada. Leta 1292 je mesto osvojil Sančo IV. Kastiljski, dve leti kasneje pa dosegel zmago nad severnoafriškimi islamskimi vojaki. Mesto se je leta 1340 ponovno spopadlo z maroškimi vojaki v bitki pri Río Salado.
Leta 1514 je postalo sedež marquisate skupaj s kraji Bornos, Espera in Alcalá de los Gazules. V času polotoške vojne so Tarifa  20. decembra 1810 oblegali francoski vojaki in ponovno 18. oktobra 1811 V obeh primerih so mesto branili britanski vojaki iz Gibraltarja, saj so bili Španci in Britanci zavezniki proti Francozom. Leta 1811 je sodelovalo 3.000 vojakov od tega 1.200 Britancev, vključno polkovnik Charles Holloway, ki je kot poveljnik kraljevih inženircev izboljšal taerifsko obrambo. Spopadi so trajali do 5. januarja 1812, nakar so se umaknili.
Po zaključku španske državljanske vojne je na obrobju mesta Tarifa ostalo polno bunkerjev, ki so bili zgrajeni vzdolž obale imenovanega Plan defensivo del Campo de Gibraltar. Leta 1954 je Empresa Nacional Bazán zgradila nasproti gradu Santa Catalina pristaniško mesto za torpedne ladje in podmornice. S kraljevim odlokom z dne 2. aprila 1982 je pristanišče Tarifa postalo odvisno od Agecirasa, v tem desetletju pa je mesto zapisano kot pomemben turistični center.

## Znamenitosti
Zgodovinske znamenitosti mesta so:
- dobro ohranjen grad Guzman v bližini pristanišča, zgrajen po naročilu kalifa Abd-ar-Rahmana III. leta 960. Zraven je stolp Guzmán el Bueno (13. stoletje) in cerkev sv. Marije, na mestu nekdanje mošeje
- ostanki srednjeveškega obzidja. od treh so ohranjena ena vrata, Puerta de Jerez (13. stoletje).
- Cerkev sv. Mateja zgrajena v začetku 16. stoletja v gotskem slogu, tudi v nekdanji mošeji. Fasada je bila prenovljena leta 1774, delo Torcuato Cayón de la Vega.
- ruševine rimskega mesta Baelo Claudia, ki se nahajajo v bližini.

Tarifa je postala priljubljena turistična točka za severne Evropejce. Obala Tarifa je priljubljena pri deskarjih in kite surferjih zaradi močnih vetrov v ožini. Iz istega razloga je tukaj na stotine vetrnih turbin.
Tarifa je znan kraj za opazovanje ptic selivke, zlasti štorkelj, ki prečkajo Gibraltarsko ožino spomladi in jeseni. Tudi kite in delfine je mogoče videti v ožini.

## Geografija
Lokacija
Tarifa je najjužnejše mesto na Iberskem polotoku. Glavnina prebivalstva se nahaja v Punta de Tarifa in Gibraltarski ožini. Na vzhodu občina meji na Algeciras za zahodu, Barbate in Vejer de la Frontera na zahodu in Medina Sidonia in Los Barrios na severu. Celotna občina je pretežno hribovita z nadmorskimi višinami gorskih grebenov med 400 in okoli 800 m, ki večinoma potekajo v smeri vzhod-zahod. Na območju občine je tudi nekaj manjših vodotokov, ki tečejo proti obali. Obala je v prvem delu od Zahara na zahodu do zaliva El Tolmo na vzhodu predvsem nizka, kjer so prepletene peščene plaže s številnimi rti. Izjemna so klifi Punta Camarinal in Punta Paloma in sipine Valdevaqueros in Bolonia. Tako imenovana Playa Chica je majhen zaliv na ožini v Tarifa otoku nasproti starega mestnega jedra.
Geologija
Kompleks geološkega okolja Gibraltarske ožine je posledica zaporednih tektonskih premikov, ki izvirajo v alpske orogeneze. Enote pod imenom Campo de Gibraltar predstavljajo več formacij podobnega izvora, vendar drugačne kronologije, ki zasedajo celotno mesto Tarifa in imajo svojo genezo v sedimentih, oblikovanih v morskem dnu med Alborán in Ibérica. Alboran sestavljajo peščenjaki v gorah v notranjosti, ki mejijo na območje Punta de Tarifa, ki pripada enoti Algeciras s formacijami fliša Margo-areniscoso-micaceous, miocenske starosti. Čudne formacije obale so rezultat erozije plasti mehkih materialov in trajnosti trdega materiala. Enote Almarchar in Bolonia zasedajo del ozemlja in se podaljšajo čez ožino v severno Afriko. Almarchal ima tipične laporje sive barve. Enota Bolonia pa je podobna enoti Algeciras, vendar se zdi, da je med plastnimi peščenjaki fliš.

## Naravni parki
Približno 60 % občine Tarifa je uradno zaščitene. Naravni park Los Alcornocales zavzema 17.422 hektarjev. Večina vegetacije tega parka spada v tako imenovan sredozemski gozd hrasta plutovca in nizko grmičevje v različnih delih hribov različno razvito. Na območju, ki meji Algeciras so različni ekosistemi ki so posebnega pomena, predvsem reka Guadalmesí. V tej obrežni vegetaciji je prisotno veliko število reliktnih terciarnih praprotnic, značilnih za bolj vlažno podnebje.
Naravni park Parque Natural del Estrecho zavzema 7337 hektarov in varuje tudi veliko obale. V tem primeru je poudarjeno varstvo otokov in plaže Los Lances. Ta naravni rezervat pokriva območje 226 hektarjev, vanj se stekajo vode Jara, Vega in Salado, pri čemer je še posebej pomemben za ptice, ki se selijo preko Gibraltarske ožine. Podobno je izjemna naravni spomenik Duna de Bolonia. Ta sipina je visoka 30 metrov se nahaja v bližini Punta Camarinal in je ena od najmanj prizadetih območij Costa de la Luz.
V mestu se nahaja ornitološka postaja, ki spremlja ptice in kjer se dobijo podatki za popis gnezdilk in selitvenih vrst. Med najpomembnejšimi selitvenimi vrstami so: močvirniki (štorklje), črni škarnik, mali orel, kačar in sršenar.
Tu so tudi pomembne populacije morskih sesalcev. Obstaja sedem vrst kitov, štiri je mogoče videti skozi vse leto, različne vrste delfinov, orke.